# Peter Koech
Peter Koech (Arwos, Districte de Nandi, 18 de febrer, 1958) és un ex atleta kenyià de 3000 m obstacles.
Fou medalla d'argent a la prova de 3000 metres obstacles als Jocs Olímpics d'Estiu de 1988 de Seül. També establí el rècord del món en aquesta prova l'any 1989, amb un temps de 8:05.39, que fou superat per Moses Kiptanui en 1992.